# Anthony Indelicato
Anthony (Bruno) Indelicato (Little Italy (Manhattan), 1947) is een New Yorkse maffioso van de familie Bonanno. Hij is de zoon van Alphonse Indelicato. Anthony wordt er door de autoriteiten van verdacht in 1979 deel te hebben genomen aan de moord op Carmine Galante in een restaurant in Brooklyn. Hij werd veroordeeld voor de moord op Galante in het historische Mafia Commission Trial in 1986. Indelicato verbleef twaalf jaar in gevangenschap in Lewisburg (Pennsylvania) en Terre Haute, (Indiana). In 1998 werd hij vrijgelaten en ging wonen met zijn vrouw, Catherine Burke (dochter van de beroemde maffioso Jimmy Burke), in Howard Beach (Queens). In 2008 werd hij tot een gevangenisstraf van twintig jaar veroordeeld wegens zijn betrokkenheid bij de moord op Frank Santoro in 2001.